# Marcel Gebers
Marcel Gebers (* 5. Juni 1986 in Soltau) ist ein ehemaliger deutscher Fußballspieler, der als Verteidiger aktiv war. Er spielte zuletzt für den SV Meppen, für den er auch nach seinem Karriereende weiter tätig ist.

## Karriere
Gebers begann beim TSV Neuenkirchen mit dem Fußballspielen. In der C-Jugend spielte er für den MTV Soltau, wechselte dann in die B-Jugend von Eintracht Braunschweig und später zu den A-Junioren des SC Langenhagen. Von 2005 bis 2008 lief er für den TuS Heeslingen auf, mit dem er 2007 in die damals noch viertklassige Oberliga aufstieg. In der Saison 2007/08 spielte er in 31 Partien (zwei Tore) in der Oberliga Nord.
Zur Saison 2008/09 wechselte Gebers zum VfB Lübeck in die Regionalliga. In Lübeck war er vier Jahre lang Stammspieler und absolvierte insgesamt 127 Spiele, in denen er 18 Treffer erzielte. Beste Platzierung war ein dritter Platz in der Saison 2010/11. 2011 wurde auch der Landesmeistertitel in der Halle gewonnen. Gebers gewann mit seinem Team in den Jahren 2009, 2010 und 2012 den SHFV-Pokal, was jeweils die Qualifikation für den DFB-Pokal bedeutete. 2009 besiegte der VfB Lübeck in der ersten Runde den Bundesligisten 1. FSV Mainz 05. Gebers kam sowohl in diesem Spiel als auch bei der 1:3-Niederlage nach Verlängerung gegen den VfB Stuttgart in der zweiten Runde zum Einsatz. 2010 folgte ein weiterer Pokaleinsatz gegen den MSV Duisburg.
Im Sommer 2012 wechselte Gebers zum Ligakonkurrenten Holstein Kiel. Der Saisonstart 2012/13 lief gut für Gebers, er wurde sofort zum Stammspieler und erzielte in seinen ersten sieben Einsätzen drei Treffer. Wegen anhaltender Probleme an der rechten Achillessehne unterzog er sich im November 2012 einer Operation und fiel in der Folge bis Mai 2013 aus. Kurz vor Saisonende kehrte Gebers zurück und half seiner Mannschaft in den letzten drei Saisonspielen, die Meisterschaft in der Regionalliga Nord zu sichern. In der Aufstiegsrunde zur 3. Liga kam er in beiden Spielen gegen Südwestmeister KSV Hessen Kassel zum Einsatz und erzielte im Rückspiel auch den Treffer zum 2:1-Endstand (Hinspiel 2:0), wodurch die Kielern in die 3. Liga aufstiegen. Am 1. Spieltag der Saison 2013/14 absolvierte Gebers am 20. Juli 2013 beim 0:0 im Spiel gegen Hansa Rostock sein Profi-Debüt in der 3. Liga. Am 2. Spieltag erzielt mit zwei Toren im Spiel gegen den 1. FC Saarbrücken seine ersten Tore in einer Profi-Liga.
Im Sommer 2015 wechselte Gebers zu den Kickers Offenbach. Zur Saison 2016/17 schloss er sich dem Drittliga-Aufsteiger FSV Zwickau an, in der Winterpause 2016/17 dem SV Meppen in der Regionalliga Nord. Mit dem SV Meppen wurde er am Saisonende Meister. In der Aufstiegsrunde zur 3. Liga, in der Gebers in beiden Spielen gegen den Südwestvertreter SV Waldhof Mannheim zum Einsatz kam, setzte sich der SVM erfolgreich durch.
Am 12. Mai 2018 absolvierte der Verteidiger sein letztes Spiel für Meppen und erlitt in der Folge Hüft- und Knieverletzungen, die ihn schließlich im Dezember 2019 zwangen, seine aktive Karriere zu beenden.

## Privates
Gebers brach kurz vor den Abschlussprüfungen seine Ausbildung zum Verwaltungsfachangestellten zugunsten seiner Fußballkarriere ab.
Ein halbes Jahr nach dem Ende seiner Spielerkarriere kehrte der Niedersachse zum SV Meppen zurück. Hier erhielt er im Rahmen einer Umschulung die Möglichkeit, in der Geschäftsstelle eine kaufmännische Ausbildung zu absolvieren.

## Erfolge
- Meister der Regionalliga Nord: 2013, 2017
- Aufstieg in die 3. Liga: 2013, 2017
- Aufstieg in die Oberliga: 2007
- SHFV-Pokal: 2009, 2010, 2012
- SHFV-Hallenmeister: 2011